# Rosa Rimoch
Rosa Rimoch fue una soprano mexicana que destacó en el periodo conocido como la época de oro de la ópera. Vivió la mayoría de su vida en la Ciudad de México. Alumna y maestra en el Conservatorio Nacional de Música, su repertorio de óperas y Lied cubrió una parte muy significativa de la historia de la música occidental. 

## Biografía
Rose Levy Rimoch (1928-2008), más conocida como Rosita Rimoch nació tal vez en Veracruz y falleció en Cuernavaca, Morelos, a los 80 años de edad. Sobre dónde nació hay diversas versiones: “Nadie se ha puesto de acuerdo –creo que ni ella misma- acerca del lugar de su nacimiento. Ella señalaba, a veces, el puerto de Veracruz, aunque algunos cronistas mencionan La Habana y otros más, alguna ciudad española...”
Pasó la mayoría de su vida en la Ciudad de México. Esposa del compositor, pianista y director de orquesta, Armando Montiel Olvera (1916-1984), tuvieron una hija, Andrea Montiel, poetisa y escritora. Rimoch fue una de las grandes voces de la época de oro de la ópera en México, los años 60 y 70 del siglo pasado, cuando “más de 50 figuras del bel canto llenaban Bellas Artes y el Teatro de la Ciudad con sendas temporadas”, que se convertían en realidad en tres, pues en Bellas Artes había dos temporadas al año: una nacional y la otra, internacional, donde los cantantes mexicanos interactuaban con los de gran prestigio en el mundo.

## Primeros años
Rosa Rimoch amó profundamente a México, el país que le dio estabilidad y refugio a una familia que desde generaciones antes había deambulado por el mundo. Su madre, Eugenia, nació en Turquía y se refugió en Cuba.
“Rosa Rimoch se recuerda a sí misma cantando desde niña. Entre la agitada vida de sus padres y hermanos que viajaban de continente a continente, nace en Veracruz. Con su familia se dirige a Europa y radica varios años en Barcelona hasta que estalla la Guerra Civil en España. Por tierra y por mar, miles de refugiados tratan de llegar a Francia. Con ese rumbo, deciden embarcar en un pequeño carguero junto con varias familias y después de un trayecto lleno de peligros, llegan a Marsella. Al poco tiempo, estalla la Segunda Guerra Mundial y es necesario emigrar de nuevo. México, encabezado por el General Lázaro Cárdenas, sale en ayuda de los refugiados y firma un Acuerdo con Francia para dejarlos salir con destino a la República Mexicana. Al fin, después de varios meses, el inolvidable 15 de abril de 1942, la familia Levy Rimoch arriba al hermoso puerto de Veracruz y más tarde se traslada a la Ciudad de México.

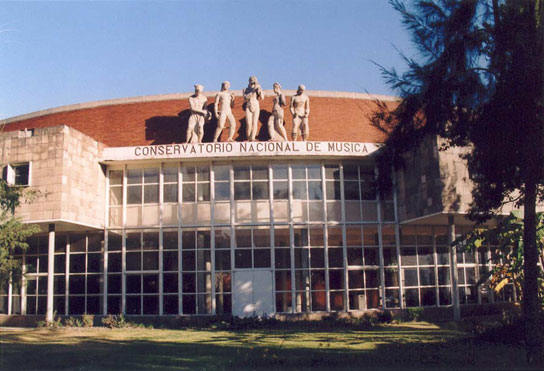
Conservatorio Nacional de Música de México, donde Rosa Rimoch fue alumna y profesora

Recién llegada, emprendió el camino que le dictó su vocación: entró al Conservatorio Nacional de Música a estudiar canto. Fue discípula de Sonia Verbitzky y Fanny Anitúa. Ahí conoció al maestro Armando Montiel Olvera y se enamoraron. Para poder casarse, siendo de diferentes religiones, una tarde la Rimoch fue por el pan, como se solía hacer en las tardes en México, y se escapó de la casa familiar.

## Carrera de soprano

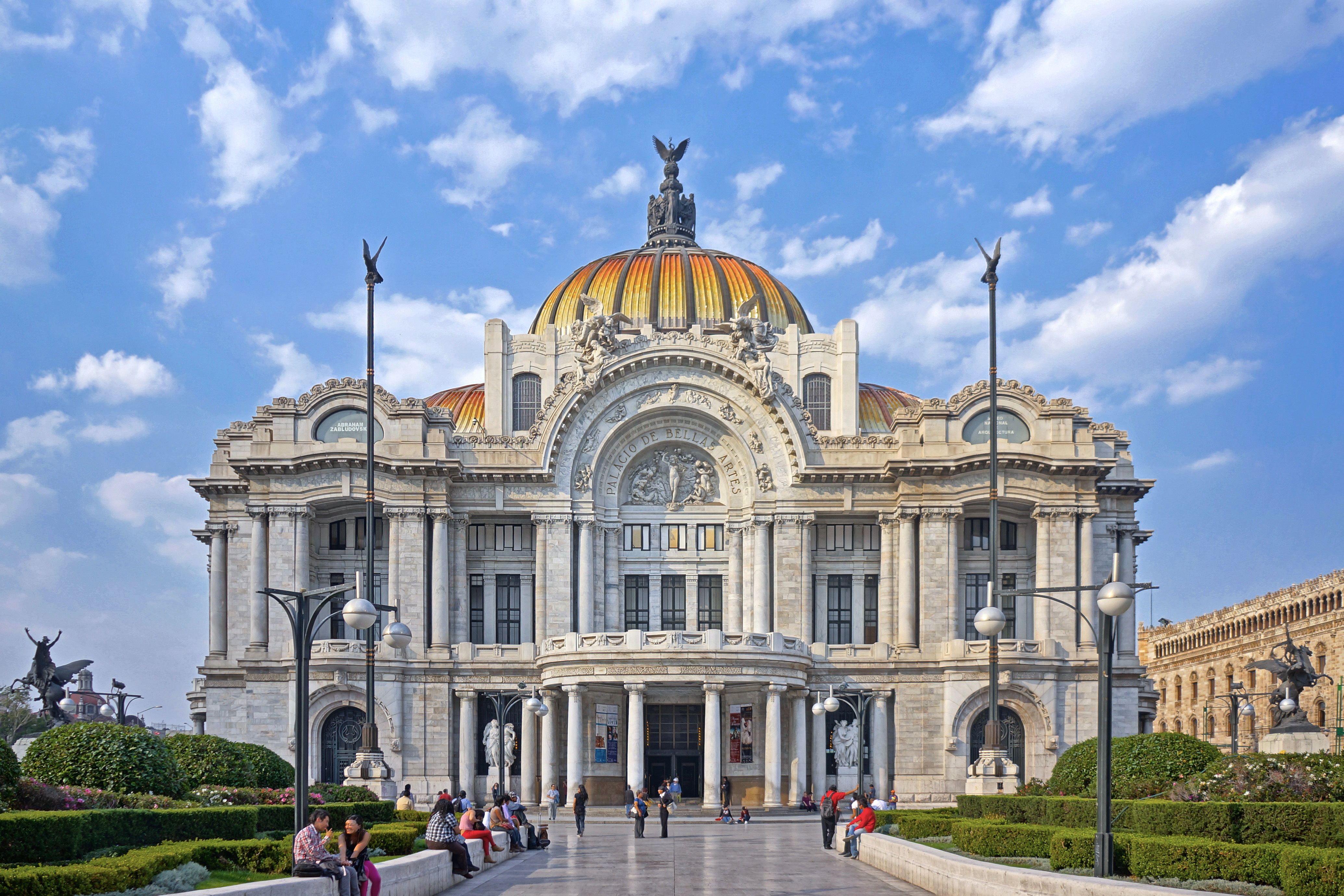
Palacio de Bellas Artes, escenario de gran parte de la carrera de Rosa Rimoch

En 1946, Rosa Rimoch debutó como Madeleine Sibille, la esposa en el papel estelar de la ópera en tres actos de Le pauvre matelot, de Darius Milhaud, obra poco representada por las dificultades que presenta su politonalidad (varias tonalidades simultáneas), mezclada con patrones rítmicos derivados del jazz.
Durante casi cuatro décadas, Rimoch desarrolló su carrera de cantante. Interpretó a las protagonistas de más de 30 óperas, entre ellas Madama Butterfly, Tosca, Aída, Los cuentos de Hoffman, además de cantar una larga serie de conciertos sinfónicos. Rimoch fue maestra de canto en el Conservatorio Nacional de Música.
“Tosca fue su papel preferido y era un hecho muy conocido el que la Rimoch era siempre obligada por las ovaciones del público a repetir el área Vissi d’arte…  En el mundo de los aficionados se recuerda la broma que le jugó Plácido Domingo en una representación de esa ópera: pegó con Resistol el cuchillo con el que ella debía asesinar a Scarpia y en su desesperación, lo mató ¡a platanazos!"
En los años setenta, Rimoch hizo lo impensable: cantó Turandot, la difícil ópera de Puccini, que nunca había sido interpretada por una cantante mexicana.
Cantó en varias ciudades estadounidenses, así como en Cuba, España, Guatemala e Italia.
Rimoch está catalogada como la más grande soprano dramática de México. Formó, durante varias décadas, una triada con la soprano lírica Irma González y la contralto Oralia Domínguez.

## Músicos con los que interactuó

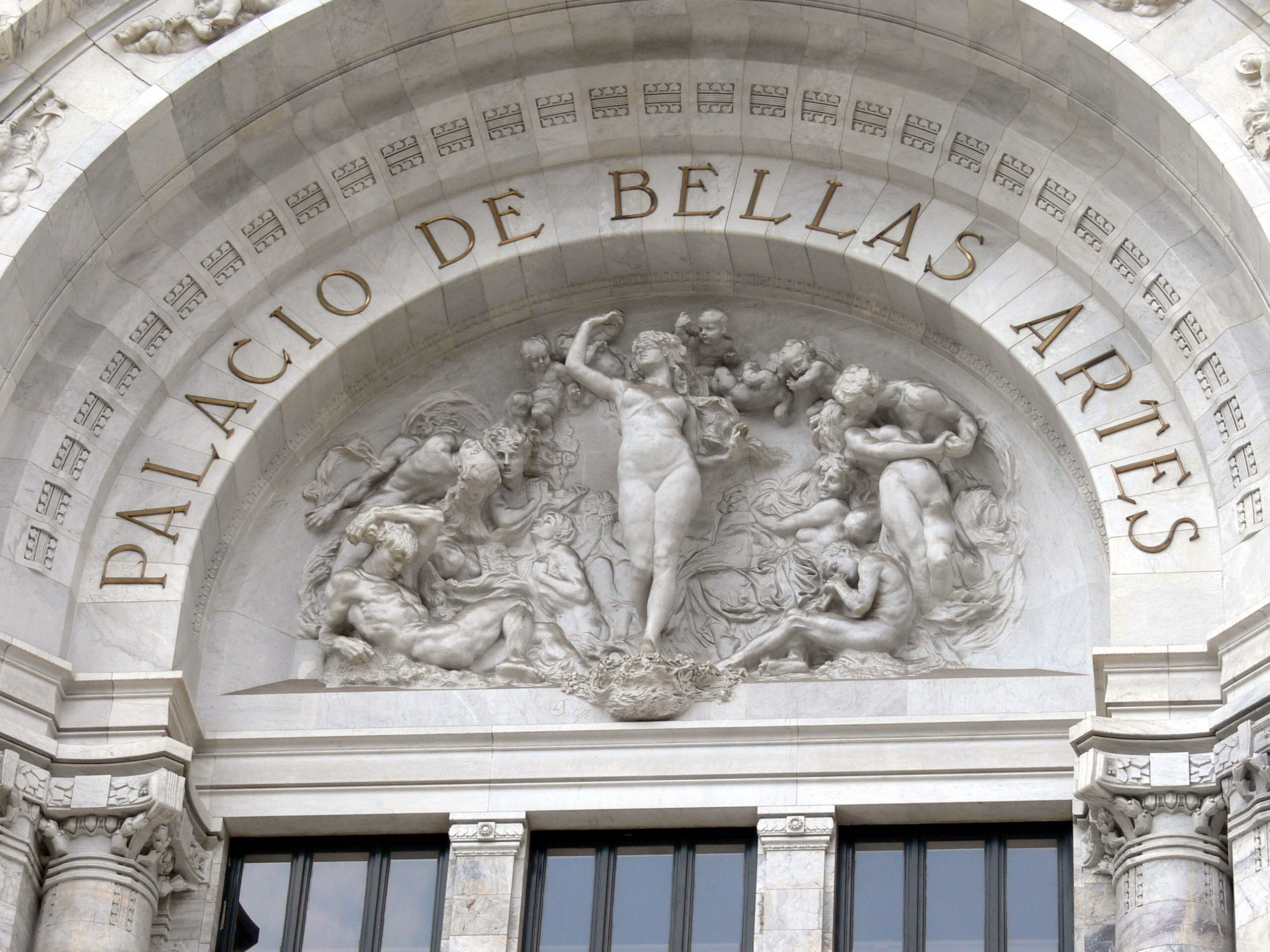
Palacio de Bellas Artes

La Rimoch cantó con intérpretes de primera línea como: María Callas, cuando la diva estaba en la cima de su carrera y Rosita empezaba; con el tenor italiano Giuseppe di Stefano, Pippo, quien llegó con Callas en 1950, pero regresó innumerables veces a México; con el tenor hispano mexicano Plácido Domingo; con Jon Vickers, tenor canadiense; con el tenor italiano Mario del Monacocon la mezzosoprano estadounidense Mignon Dunn, con el también estadounidense John Alexander (tenor); con la soprano sueca Birgit Nilsson, con el tenor español Pedro Lavirgen, al igual que con el inolvidable bajo búlgaro Nicolai Ghiaurov, con el tenor italo-argentino Carlo Cossuta, con el barítono español Manuel Ausensi, con el destacado barítono galés Geraint Evans, y con Renato Cesari, el barítono argentino que era emblemático del Teatro Colón de Buenos Aires, entre muchos otros.
Con el tenor Plácido Domingo en el Palacio de Bellas Artes, la soprano Rimoch cantó:
- Diálogo de Carmelitas (Poulenc), 21 y 23 de octubre de 1959
- Andrea Chénier (Giordano), 5 y 18 de agosto de 1961
- Concierto Homenaje a Salvador Moreno, 31 de octubre de 1961
- Tosca (Puccini) 25 de febrero de 1962
- Les Contes d’Hoffmann (Offenbach) 7 de septiembre de 1965[6]

También participó varias veces en Cavalleria rusticana: el 8 de julio de 1963, el 28 y 29 de julio de 1973 y el 4, 6 y 9 de abril de 1978, todas en el Palacio de Bellas Artes.
Entre sus recitales, el repertorio de Lied, como se les llama a las canciones líricas breves con letra escrita como poema, fue extenso: Johann Sebastian Bach, Claude Debussy, Manuel de Falla, Gabriel Fauré, Blas Galindo, Darius Milhaud, Salvador Moreno Manzano, Modest Músorgski, Manuel M. Ponce, Maurice Ravel, Franz Schubert, Robert Schumann, Richard Strauss, Joaquín Turina, Felipe Villanueva y sus contemporáneos Armando Montiel Olvera, Joaquín Nin-Culmell, Ildebrando Pizzetti, entre muchos otros. 
Rimoch cantó bajo las reconocidas batutas de directores como: Sergiu Celibidache, Edgar Doneux, Walter Herbert, Jerzy Katlewicz, Kenneth Klein, José Ives Limantour, Fernando Lozano Rodríguez, Salvador Ochoa Guido Picco, Romano Picutti, Nicola Rescigno, Georges Sebastian, Alfredo Silipigni, y los directores y compositores mexicanos Jorge Delezé, Eduardo Diazmuñoz, Luis Herrera de la Fuente, Carlos Jiménez Mabarak, Armando Montiel Olvera y Luis Sandi.

## Obras que estrenó en México
- Carmina Burana, colección de cantos de los siglos XII y XIII, del compositor alemán Carl Orff
- Bachianas brasileiras No 5 de Heitor Villa-Lobos, obra que, compuesta para ocho violoncelos y una soprano presenta un difícil reto para la cantante
- Varias cantatas del compositor mexicano Blas Galindo y
- La Pasión según San Lucas, oratorio del compositor polaco Krzysztof Penderecki, particularmente difícil por su carácter atonal y con técnicas musicales de vanguardia.

## Premios recibidos
- Medalla de Oro de Bellas Artes, CONACULTA, 18 de diciembre de 1996
- Artista Distinguida de la Ciudad de México, Gobierno del DF, 21 de octubre de 2000